# Denis Genreau
Denis Genreau (ur. 21 maja 1999 w Paryżu) – australijski piłkarz występujący na pozycji pomocnika w Toulouse FC.

## Kariera klubowa
Swoją karierę rozpoczął w 2015 w zespole Melbourne City FC Youth, czyli juniorskiej ekipie Melbourne City FC, rywalizującej w stanowych rozgrywkach National Premier Leagues NSW (Nowa Południowa Walia). W sezonie 2016/2017 został włączony do pierwszej drużyny Melbourne, a w A-League zadebiutował 27 grudnia 2016 w zremisowanym 3:3 meczu z Perth Glory FC. W debiutanckim sezonie zdobył z zespołem Puchar Australii. Sezon 2018/2019 spędził na wypożyczeniu z holenderskim PEC Zwolle, w którego barwach rozegrał 10 spotkań w Eredivisie. Następnie wrócił do Melbourne, w którym rozegrał sezon 2019/2020.
W 2020 został zawodnikiem ligowego rywala, zespołu Macarthur FC. 9 lutego 2021 w wygranym 2:0 pojedynku z Brisbane Roar FC strzelił swojego debiutanckiego gola w A-League. W 2021 przeszedł do francuskiego klubu Toulouse FC. W sezonie 2021/2022 zwyciężył z nim w rozgrywkach Ligue 2 i awansował do Ligue 1. Pierwszy mecz w nowej lidze rozegrał 7 sierpnia 2022 przeciwko OGC Nice (1:1). W sezonie 2022/2023 zdobył z klubem Puchar Francji.

## Kariera reprezentacyjna
W 2021 otrzymał powołanie do drużyny U-23 na Letnie Igrzyska Olimpijskie 2020, na których wystąpił w pojedynkach z Argentyną (2:0), Hiszpanią (0:1) i Egiptem (0:2), Australia zaś odpadła z rozgrywek po fazie grupowej.
W reprezentacji Australii zadebiutował 7 czerwca 2021 w wygranym 5:1 meczu el. do MŚ 2022 z Chińskim Tajpej.

## Życie prywatne
Urodził się w Paryżu, ale w wieku dwóch lat wyemigrował z rodzicami do Australii.